# Монгольское пятно
Монгольское пятно — синеватая окраска кожи в области крестца, реже ягодиц или бёдер, связанная с залеганием пигмента меланина в соединительнотканном слое кожи. Разновидность невуса. Название связано с тем, что подобные пятна были впервые описаны у новорожденных монголоидов, хотя они встречаются и у детей других рас.

## Описание
«Монгольские пятна» отчётливо видны в виде локализованного пятна сразу после рождения. Проходят на 12—24-й месяц, изредка в слабом виде остаются у взрослых. Проявляются в области крестца, имеют светло-синий оттенок цвета. Размер области «монгольских пятен» от небольшой монеты до 6—10 см в диаметре.

## Распространение
Их имеют 90 % монгольских годовалых детей, но к 10 годам эти пятна остаются только у 6 %. «Монгольские пятна» встречается и в Европе, хотя и очень редко (например, в Болгарии 0,6 %, в Венгрии). Распространены у корейцев, японцев, китайцев, вьетнамцев, африканцев к югу от Сахары, кыргызов, казахов, индонезийцев, филиппинцев,  айнов, эскимосов и индейцев Северной Америки, а также у российских народов монголоидного происхождения: якутов, бурят, калмыков, тувинцев, хакасов, и др..
Исследование, проведенное в 2006 году в Измире, Турция, показало, что 26% новорожденных имели родимое пятно. Было отмечено, что распространенность составляет 20% и 31% у мальчиков и девочек, соответственно. В исследовании также сообщается, что ни один ребенок, родившийся со светлыми волосами, не имел отметки, в то время как 47% детей с темными волосами имели их.

## Лечение
Не требуется. Монгольское пятно является врожденным доброкачественным невусом и в подавляющем большинстве случаев исчезает до наступления подросткового возраста. Для монгольского пятна не описано ни одного случая злокачественного перерождения.

## В мифологии
Среди монголов принято называть эти отметки «пятнами Чингисхана». У кыргызов – синяки от  матери-Умай. Буряты называют монгольское пятно «мэнгэ» и верят, что чем больше пятно, тем больше благословения у ребенка от небесного хранителя. У калмыков и казахов его называют меткой Тенгри, божества Неба, которое также благословляет новорожденных. У ряда других тюркских народов божества Тенгри своей рукой помогают ребёнку сделать первый вздох, шлёпая его по ягодицам, у якутов эту роль исполняет богиня Айыысыт.